# 189-es busz (Budapest)
A budapesti 189-es jelzésű autóbusz a IX. kerületben közlekedett, a Táblás utca és Ecseri út, metróállomás között. A járat a József Attila-lakótelep lakóinak biztosított átszállási lehetőséget az Ecseri útnál a 3-as metróra, illetve eljutási lehetőséget az egykori ferencvárosi házgyárhoz. A járatot a Budapesti Közlekedési Vállalat üzemeltette.

## Története
1978. október 23-án 189-es jelzéssel új járatot indítottak a Nagyvárad tér és a Gyáli út között. Ez a viszonylat nem volt hosszú életű, 1979. június 30-án megszüntették.
Az M3-as metró II/A (Nagyvárad tér – Kőbánya-Kispest) szakaszának 1980. március 29-ei átadásával a 81-es járatot alapjárattá alakították és útvonala jelentősen módosult: az új, 189-es jelzésű autóbuszvonal az Aszódi utca és a Táblás utca között közlekedett az Ecseri út – Ceglédi út – Hízlaló tér – Basa utca – Kőér utca – Határ út – Távíró köz – Friss utca – Toronyház utca – Lobogó utca – Napfény utca – Illatos út útvonalon, a József Attila-lakótelepen áthaladva.
Az új buszvonal indulásakor betétjáratot is kapott 189A jelzéssel, ami az Aszódi utcától a Lobogó utcáig közlekedett. A 189A 1981. június 30-án megszűnt és ugyanekkor módosult a 189-es busz útvonala is: a Határ úti metróállomást, a Basa utcai szakaszt és az Aszódi utcai végállomást ettől kezdve nem érintette. 1995. július 31-én a BKV kihasználatlanságra hivatkozva megszüntette a 189-es járatot.

## Útvonala
| Táblás utca felé | Ecseri út, metróállomás felé |
| --- | --- |
| Ecseri út, metróállomás vá. – Üllői út szervizútja – Dési Huber utca – Napfény utca – Illatos út – Táblás utca – Táblás utca vá. | Táblás utca vá. – Táblás utca – Illatos út – Napfény utca – Lobogó utca – Toronyház utca – Dési Huber utca – Ifjúmunkás utca – Epreserdő utca – Ecseri út – Üllői út szervizútja – Ecseri út, metróállomás vá. |

## Megállóhelyei
| 0 | Ecseri út, metróállomás végállomás                       | 10 | 81 13 |
| ∫ | Ecseri út                                                | 9  | 81 13 |
| ∫ | Aranyvirág sétány                                        | 8  | 81    |
| 1 | Ifjúmunkás utca                                          | ∫  | 81    |
| 2 | Börzsöny utca                                            | 7  | 81    |
| 3 | Napfény utca (↓) Pöttyös utca (↑)                        | 6  | 81    |
| ∫ | Friss utca                                               | 5  | 81    |
| 4 | Lobogó utca (↓) József Attila-lakótelep, Lobogó utca (↑) | 4  | 81    |
| 5 | Távíró utca                                              | 3  |       |
| 6 | TEMAFORG                                                 | 2  | 54    |
| ∫ | Vegyiművek                                               | 1  | 54    |
| 7 | Táblás utca végállomás                                   | 0  |       |